# Tour de Bornéo
Le Tour de Bornéo (anglais : Tour of Borneo) est une course cycliste par étapes disputée en Malaisie. Il fait partie de l'UCI Asia Tour depuis 2012, en catégorie 2.2. 

## Palmarès
| Année | Vainqueur        | Deuxième          | Troisième         |
| ----- | ---------------- | ----------------- | ----------------- |
| 2012  | Michael Torckler | Nathan Earle      | Jonathan Lovelock |
| 2013  | Ghader Mizbani   | Samad Poor Seiedi | Joseph Cooper     |
| 2014  | Non-disputé      |                   |                   |
| 2015  | Peeter Pruus     | Hari Fitrianto    | Mark Galedo       |